# Peter Delorge
Peter Delorge (Sint-Truiden, 19 aprile 1980) è un ex calciatore e allenatore di calcio belga.

## Palmarès

### Giocatore

#### Competizioni nazionali
- Coppa di Lega belga: 1

Sint-Truiden: 1998-1999
- Tweede klasse: 1

Sint-Truiden: 2008-2009